# Mardiros II (ormiański patriarcha Jerozolimy)
Mardiros II (ur. ?, zm. ?) – w latach 1491–1501 ormiański Patriarcha Jerozolimy.